# 罗萨斯科
罗萨斯科（義大利語：Rosasco），是意大利帕维亚省的一个市镇。总面积19.81平方公里，人口676人，人口密度34.1人/平方公里（2009年）。国家统计（ISTAT）代码为018130。